# Furcifer campani
Furcifer campani је гмизавац из реда Squamata.

## Угроженост
Ова врста се сматра рањивом у погледу угрожености врсте од изумирања.

## Распрострањење
Ареал врсте је ограничен на једну државу. 
Мадагаскар је једино познато природно станиште врсте.

## Станиште
Станишта врсте су шуме, саване, умерено травнати екосистеми и саване и жбуновита вегетација.